# Monyhád
Monyhád (szlovákul: Chmiňany) község Szlovákiában, az Eperjesi kerület Eperjesi járásában.

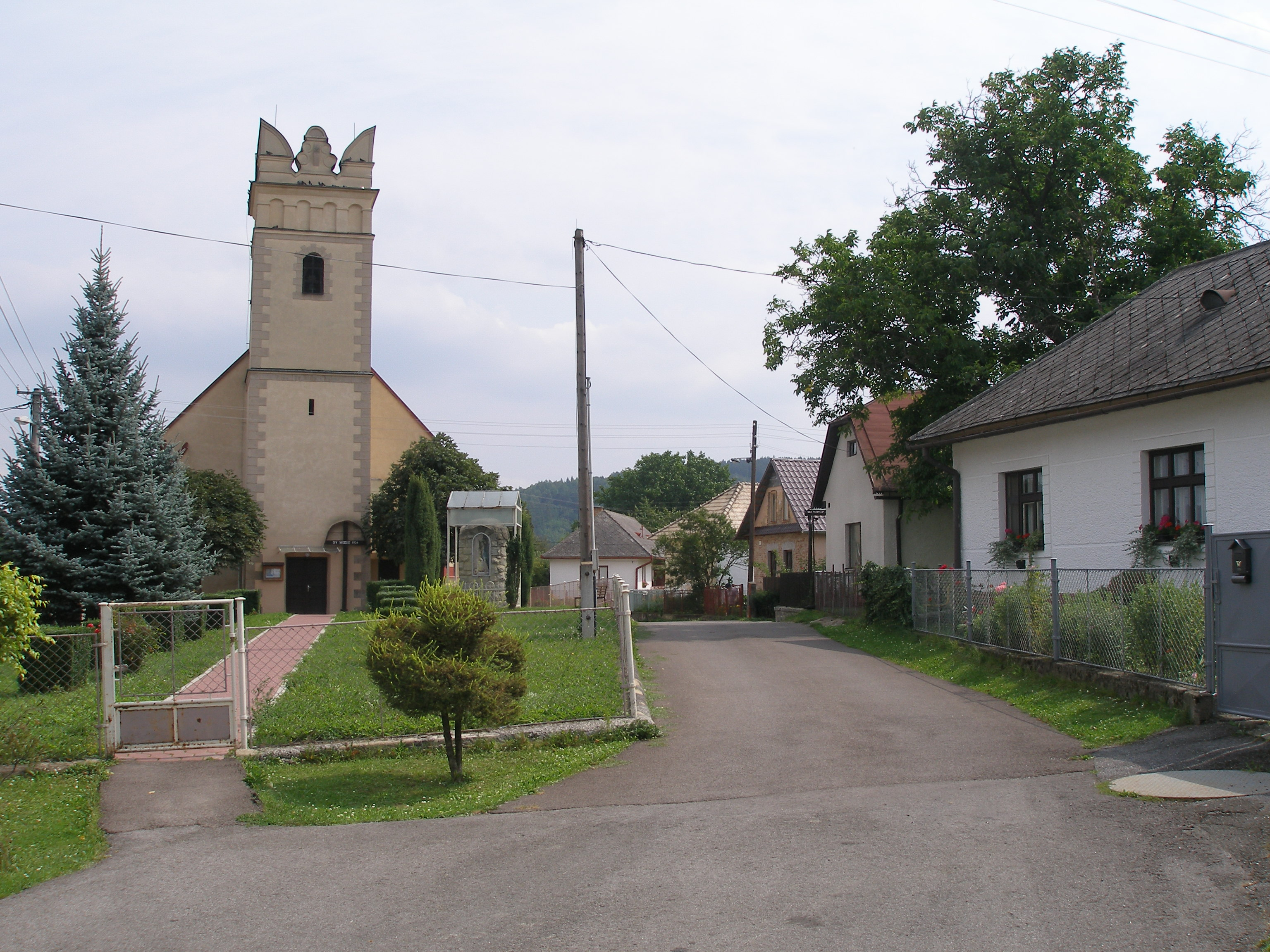
A templom

## Fekvése
Eperjestől 12 km-re nyugatra, a Nagy-Szinye-patak partján fekszik.

## Története
Területe már a kőkorszakban lakott volt, a bükki kultúra települése állt itt.
1332-ben „Mocnahac” néven már mint malommal rendelkező egyházas helyet említik először. 1349-ben „Mohnya”, 1361-ben „Mochnya” alakban említik. A 14. század végén árvíz pusztította el. 1427-ben a Perényi családé, majd az eperjesi jezsuitáké. A 17. századtól Eperjes város faluja, majd a Bertóty és a Frics családoké. 1789-ben 40 házában 275 lakos élt.
A 18. század végén Vályi András így ír róla: „Mochnya Huingani, tót falu, Sáros vmegyében, Sz. Kereszt fil. 169 kath., 69 evang., 17 zsidó lak. 20 jobbágytelek. Uradalmi birtok: 164 h. szántóföld: 20 h. rét; 450 h. erdő. F. u. az alapitványi kincstár.”
1828-ban 33 háza és 253 lakosa volt.
Fényes Elek 1851-ben kiadott geográfiai szótárában így ír a faluról: „Mochnya, Huniniani. Tót falu Sáros Várm. határja jó, réttyei kétszer kaszálhatók, legelője alkalmatos, fája elég van piatza sints meszsze.”
A 18. század végén 275, 1869-ben 430 lakosa volt. Lakói mezőgazdasággal, fuvarozással, vászonszövéssel, fakereskedelemmel foglalkoztak. 1920 előtt Sáros vármegye Kisszebeni járásához tartozott.

## Népessége
| Év:            | 1994. | 2004.    | 2014.    | 2024.    |
| -------------- | ----- | -------- | -------- | -------- |
| Emberek száma: | 624   | 783      | 927      | 1069     |
| Eltérés:       |       | +25,48 % | +18,39 % | +15,31 % |

| Év:            | 2023. | 2024.   |
| -------------- | ----- | ------- |
| Emberek száma: | 1058  | 1069    |
| Eltérés:       |       | +1,03 % |

1910-ben 372, többségben szlovák lakosa volt, jelentős cigány kisebbséggel.
2001-ben 735 lakosából 661 szlovák és 68 cigány volt.
2011-ben 867 lakosából 783 szlovák.

## Nevezetességei
Római katolikus temploma eredetileg 14. századi gótikus stílusú, a 17. században reneszánsz stílusban építették át.

## További információk

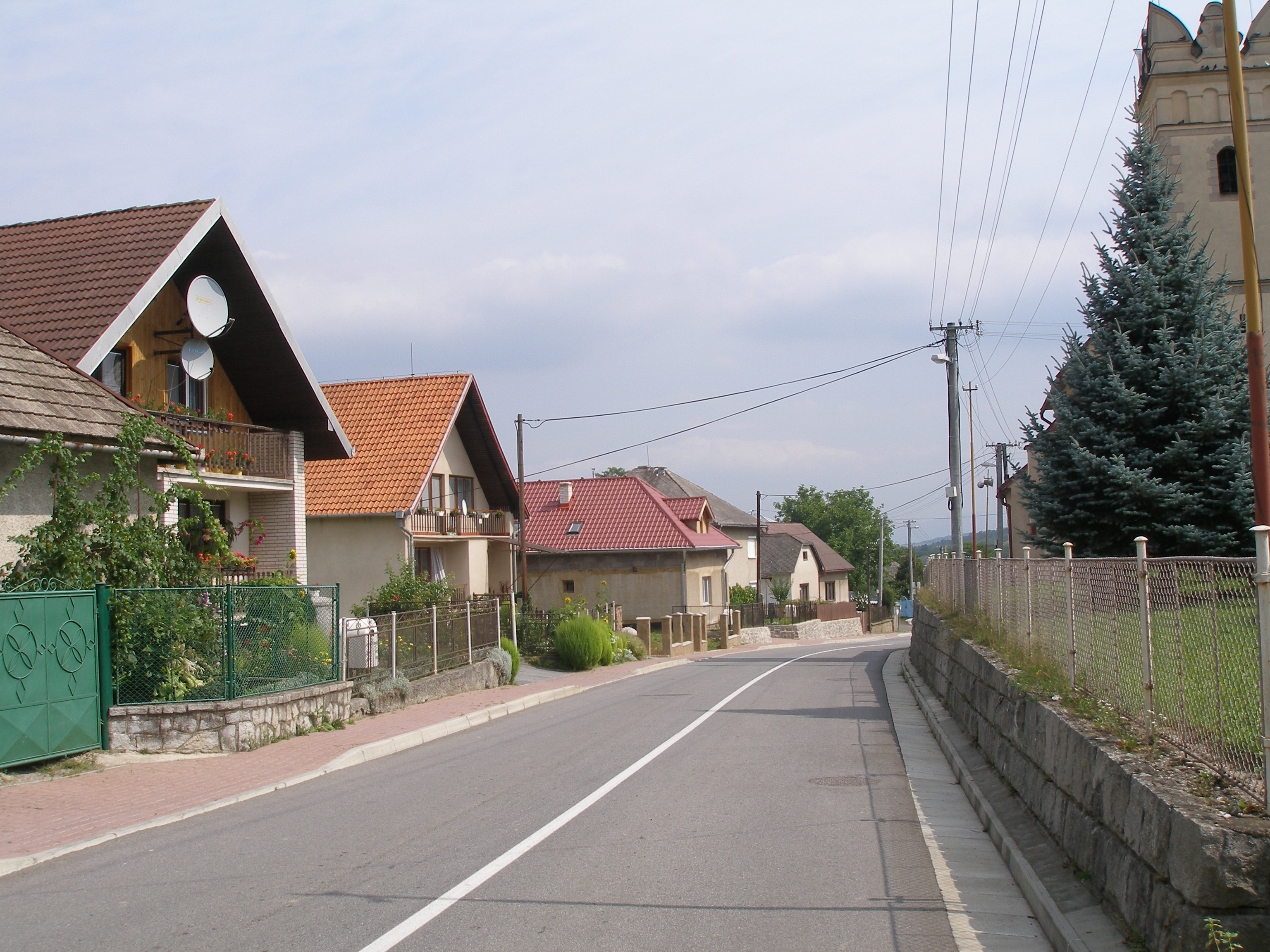
Utcarészlet